# میرزا حسین‌خان نائینی
میرزا حسین‌خان نائینی از سیاستمداران ایرانی بود، که در  دوره سوم بعنوان نماینده اصفهان در مجلس شورای ملی حضور داشت.